# IC 2030
IC 2030 — галактика типу NF (в процесі підтвердження) у сузір'ї Ерідан.
Цей об'єкт міститься в оригінальній редакції індексного каталогу.